# Верещинський Володимир
Володимир Верещинський-«Ясмін» (*22.11.1916, с. Боків, Підгаєцький повіт, Королівство Галичини і Володимирії, Австро-Угорщина — †?) — військовий і політичний діяч, командир сотень УПА «Трембіта» і «Гайдамаки».

## Життєпис

### Боротьба в лавах УПА
В числі 46 добровольців 1 серпня 1943 р. утворив і очолив на Бережанщині відділ УНС. Відділ 20 серпня прибув у Карпати на г. Стовбура і увійшов в охоронну сотню УНС «Трембіта» старшинської школи «Олені». 25 вересня 1943 р. сотня УНС «Трембіта» провела успішний бій проти 400 німців, у результаті якого окупанти втратили 186 вояків убитими та невідоме число через їхній панічний відступ поранених. Очолював 14 жовтня успішний наліт на Рожнятів. 
Очолив створену 18 жовтня 1943 р. сотню «Гайдамаки» (у жовтні 1944 р. сотня передана з куреня «Промінь» до ВО-3 «Лисоня»). Біля села Старі Дідушківці 27 березня 1944 р. в засідці роззброєно сотню мадярів, а 30 березня успішно відбито напад німців, які втратили 6 убитими і кількох пораненими. У квітні провів ряд успішних боїв на Калущині: 16 — в Мостищі, 18 — в Кропивнику, 20 — в Копанках, 24 — у Слобідці. 30 травня завдав поразки німецькому відділові під с. Тисів. Вміло відбито німецькі атаки 3 липня на г. Лопата і 8 — на г. Бесарабка. 22 і 24 липня двічі успішно проведено нальоти на м. Болехів. 28 липня роззброєно військову частину з 480 мадярів.
Провів сотню 8 вересня 1944 р. крізь радянсько-німецький фронт. 15 вересня разом з двома повстанцями в с. Велика Тур'я захопив живими трьох НКВДистів. Під його командуванням здійснено 4 успішні наскоки на райцентр Більшівці зі звільненням ув'язнених і ліквідацією начальників, в т.ч начальника НКДБ (10 і 23 жовтня, 23 і 31 грудня). 10 листопада 1944 р. здобув блискучу перемогу в с. Тростянець. Надалі — низка успішних боїв у 1945 р. на Тернопільщині: два в лютому (10 — операція щодо виручки з оточення сотні «Бурлаки» біля с. Тростянець, 17 — оборона с. Гнильче), два в березні (1 березня в с. Зеленів і 17 — в с. Боків). 4 квітня очолив уже п'ятий успішний наліт на Більшівці, де вдалося захопити навіть живим районного шефа сексотів. 25 травня — вдала акція на містечко Завалів, де знищено 17 ворогів і кільканадцять поранено на противагу легкому пораненню одного з повстанців. 29 травня 1945 р. сотню «Гайдамаки» включено до Чортківського куреня. 30 травня біля с. Боків у ході відбиття нападу противника вбито 17 і поранено 34 при власних втратах чотирьох убитими. В засідці в с. Старі Скоморохи 26 червня 1945 р. вбито начальника Більшівцівського РВ НКДБ.
Ймовірно відзначений Бронзовим Хрестом бойової заслуги (1945—1946).
29.10.1946 потрапив у полон. Після втечі з Чортківської тюрми (04.1947) повернувся у підпілля, але не отримав довір'я в керівництва ОУН, тому переховувався сам на Підгаєччині. Подальша доля невідома, можливо, загинув у 1950-х роках на Підгаєччині.

### Військові звання
Старший булавний (?), хорунжий (15.04.1945), поручник (22.01.1946).